# Arquivo pessoal
Arquivos pessoais são aqueles considerados de caráter pessoal ou privado, acumulados por pessoas físicas. Trazem ao presente acontecimentos do passado e que poderão se tornar fontes de pesquisas para o futuro. Esses arquivos podem auxiliar na construção da memória de um indivíduo e até de uma sociedade.
Segundo Heloísa Liberalli Bellotto, os documentos que são preservados para além da vida da pessoa constituem seu testemunho, podendo ser aberto à pesquisa pública. As pesquisas recentes ainda apontam este tipo de arquivo como objeto de estudo pouco recorrente, fato relacionado também à escassez de produção bibliográfica voltadas à criação, manutenção, preservação e recuperação dos documentos que os compõem, ou seja, sua gestão.

## Exemplo da Fundação Casa de Rui Barbosa
No Brasil, a Fundação Casa de Rui Barbosa, localizada no Rio de Janeiro, abriga arquivos pessoais de escritores e intelectuais brasileiros, contemplando desde manuscritos inéditos e cartas a móveis, máquinas de escrever, roupas e até automóveis do próprio Rui Barbosa.
A parte dos acervos que contempla somente registros e documentos é denominada acervos literários. Entre os autores com acervos disponíveis na Fundação estão Clarice Lispector, Cruz e Sousa, Rubem Braga e Vinicius de Moraes.
Dependendo do documento, os acervos estão organizados por pastas com: correspondência, produção intelectual do titular, produção intelectual de terceiros, documentos pessoais, diversos, documentos complementares e recortes. Alguns ainda contêm fotografias.
Dentro dessa área de pesquisa, destaca-se o Manual de Organização do Acervo Literário de Érico Veríssimo, realizado por Maria da Glória Bordini e equipe, que fornece descrições detalhadas que foram feitas para a coleta, acondicionamento, arquivamento e catalogação dos arquivos, alguns dos quais são: originais, publicações na imprensa, esboços e notas, ilustrações.